# Пасичнюк Максим Вікторович
Макси́м Ві́кторович Пасичню́к (3 жовтня 1978 — 4 листопада 2018) — молодший сержант Збройних сил України, учасник російсько-української війни.

## Життєпис
Народився 1978 року у місті Петропавловськ-Камчатський (РРФСР). З 1989-го мешкав у селі Губин (Локачинський район, Волинська область), від 1994 року — у Луцьку. 1994 року закінчив Луцьке ПТУ № 6 за фахом кіномеханіка.
19 червня 2017 року вступив на військову службу за контрактом, після навчання на полігоні 23 жовтня зарахований до складу 14-ї бригади; молодший сержант, старший телефоніст-гранатометник взводу зв'язку.
4 листопада 2018 року загинув у районі міста Золоте — поблизу хутора Вільний (Золоте-4) — від кулі ворожого снайпера. 5—6 листопада 2018-го оголошено Днями жалоби на території Локачинського району; 6 листопада — в Луцьку. Після прощання у Луцьку похований у селі Губин.
Без Максима лишилися мама і брат (за іншими даними — мама, сестра та донька).

## Нагороди та вшанування
- указом Президента України № 149/2019 від 18 квітня 2019 року «за особисту мужність і самовіддані дії, виявлені у захисті державного суверенітету та територіальної цілісності України, зразкового виконання військового обов'язку» — нагороджений орденом «За мужність» III ступеня (посмертно)[2]